# 克西洛卡斯特龙-埃夫罗斯蒂纳
克西洛卡斯特龙-埃夫罗斯蒂纳（希臘語：Ξυλόκαστρο-Ευρωστίνα）是希腊伯罗奔尼撒大区科林西亚专区的市镇，行政中心为克西洛卡斯特龙镇。市镇面积为411.7平方公里，2021年人口数量为15,570人。
此市镇设立于2011年地方政府改革中，由原两个市镇（埃夫罗斯蒂纳和克西洛卡斯特龙）合并而成，原市镇则成为新市镇的两个市区。